# Коламбус (Нью-Мексико)
Коламбус (англ. Columbus) — селище (англ. village) в США, в окрузі Луна штату Нью-Мексико. Населення — 1442 особи (2020).

## Географія
Коламбус розташований за координатами 31°49′30″ пн. ш. 107°38′24″ зх. д. / 31.82500° пн. ш. 107.64000° зх. д. (31.825067, -107.639971). За даними Бюро перепису населення США в 2010 році селище мало площу 7,22 км², уся площа — суходіл.

## Демографія
Згідно з переписом 2010 року, у селищі мешкали 1664 особи в 553 домогосподарствах у складі 407 родин. Густота населення становила 231 особа/км². Було 681 помешкання (94/км²).
Расовий склад населення:
| - 65,2 % — білих - 1,1 % — корінних американців - 0,3 % — чорних або афроамериканців - 0,1 % — азіатів - 31,2 % — осіб інших рас |

До двох чи більше рас належало 2,0 %. Частка іспаномовних становила 85,9 % від усіх жителів.
За віковим діапазоном населення розподілялося таким чином: 33,6 % — особи молодші 18 років, 49,8 % — особи у віці 18—64 років, 16,6 % — особи у віці 65 років та старші. Медіана віку мешканця становила 33,9 року. На 100 осіб жіночої статі у селищі припадало 100,2 чоловіків; на 100 жінок у віці від 18 років та старших — 95,9 чоловіків також старших 18 років.
Середній дохід на одне домашнє господарство становив 24 210 доларів США (медіана — 16 192), а середній дохід на одну сім'ю — 24 117 доларів (медіана — 16 063). Медіана доходів становила 21 354 долари для чоловіків та 16 678 доларів для жінок. За межею бідності перебувало 54,1 % осіб, у тому числі 75,5 % дітей у віці до 18 років та 44,3 % осіб у віці 65 років та старших.
Цивільне працевлаштоване населення становило 328 осіб. Основні галузі зайнятості: освіта, охорона здоров'я та соціальна допомога — 37,8 %, сільське господарство, лісництво, риболовля — 16,8 %, виробництво — 11,6 %, роздрібна торгівля — 8,5 %.